# Cà de' Corti
Cá de' Corti è una frazione del comune cremonese di Cingia de' Botti posta a nord del centro abitato.

## Storia
La località era un piccolo villaggio agricolo di antica origine del Contado di Cremona con 98 abitanti a metà Settecento.
In età napoleonica, dal 1810 al 1816, Cá de' Corti fu già frazione di Cingia de' Botti, recuperando però l'autonomia con la costituzione del Regno Lombardo-Veneto.
All'unità d'Italia nel 1861, il comune contava 216 abitanti.
Nel 1868 il comune di Cá de' Corti venne definitivamente annesso al comune di Cingia de' Botti.